# Guatteria griseifolia
Guatteria griseifolia este o specie de plante angiosperme din genul Guatteria, familia Annonaceae, descrisă de Paulus Johannes Maria Maas și Lübbert Ybele Theodoor Westra. Conform Catalogue of Life specia Guatteria griseifolia nu are subspecii cunoscute.